# Délégation interministérielle à la prévention et à la lutte contre la pauvreté
Pour les articles homonymes, voir Délégation interministérielle.
Créée par décret le 23 octobre 2017, la Délégation interministérielle à la prévention et à la lutte contre la pauvreté (DIPLP) est un organisme gouvernemental chargé d’organiser la concertation avec les acteurs, de coordonner la préparation des politiques de lutte contre la pauvreté et de suivre leur mise en œuvre. La Délégation est sous l’autorité du ministre des Solidarités, de l’Autonomie et de l’Egalité entre les Femmes et les Hommes, Paul Christophe et de la ministre du Travail et de l’Emploi, Astrid Panosyan-Bouvet.
La Déléguée interministérielle à la prévention et à la lutte contre la pauvreté actuelle Anne Rubinstein a été nommée au Conseil des Ministres le 12 décembre 2023 et a pris ses fonctions le 8 janvier 2024.

## Historique
La Délégation interministérielle à la prévention et à la lutte contre la pauvreté (DIPLP), initialement intitulée Délégation interministérielle à la prévention et à la lutte contre la pauvreté des enfants et des jeunes (DIPLPEJ), est créée le 23 octobre 2017 à l’initiative du Président de la République Emmanuel Macron, dans le cadre de la Stratégie nationale de prévention et de lutte contre la pauvreté (2018-2023). Son Délégué est nommé par décret par le président de la République, sur proposition du ministre chargé des Solidarités et du ministre du Travail et de l’Emploi.
La Délégation interministérielle est aujourd’hui constituée d’une équipe de huit agents soutenant le travail de la Déléguée.

## Fonctionnement
La DIPLP est chargée d’assurer la cohérence des politiques publiques menées par les différents ministères, de suivre les contractualisations entre l’Etat et les collectivités en matière de prévention et de lutte contre la pauvreté, de suivre la mise en œuvre des actions et de garantir la bonne concertation de l’ensemble des acteurs concernés. La DIPLP agit en experte de la prévention et de la lutte contre la pauvreté auprès du gouvernement et est force de proposition auprès de ce dernier. A ce titre, elle est en lien avec les associations nationales de lutte contre la pauvreté, avec les collectivités, en particulier les Conseils départementaux et les métropoles et avec les acteurs du monde économique.
La DIPLP est chargée d’assurer la mise en œuvre du Pacte des solidarités, programme national de lutte contre la pauvreté établi par la Première ministre Elizabeth Borne et entré en vigueur le 1er janvier 2024. Succédant à la Stratégie nationale de prévention et de lutte contre la pauvreté (2018-2023), le Pacte des solidarités est structuré autour de quatre axes : la prévention de la pauvreté et des inégalités dès l’enfance, l’accès à l’emploi pour tous, l’accès aux droits et la transition écologique et solidaire. 
Le Pacte des solidarités comprend, dans ses mesures phares, le dispositif « cantine à 1 euro » : une aide aux communes de moins de 10 000 habitants destinée à la mise en place d’une tarification sociale à hauteur de 1€ dans les cantines des écoles, tarification à destination des enfants de ménages au quotient familial inférieur à 1000€. 
Le Pacte des solidarités est également à l’origine du programme pour les jeunes en rupture, qui s’inscrit aujourd’hui dans la mise en œuvre de l’article 7 de la loi sur le plein emploi du 18 décembre 2023 portant sur l’offre de repérage et de remobilisation. Ce programme, à destination de jeunes n’étant ni actifs, ni en formation ou en étude et éloignés des structures d’insertion professionnelle, vise à coordonner l’ensemble des acteurs de l’insertion pour repérer et remobiliser ces jeunes, notamment par des démarches « hors les murs ». Le programme vise à avoir repéré 50 000 jeunes d'ici 2027. 
Le Pacte des solidarités porte également le fonds d’innovation pour la petite enfance, autour de solutions d’accueil, avec un accent sur l’accompagnement d’initiatives agissant auprès de publics défavorisés. 221 projets ont été sélectionnés en octobre 2023 pour la période 2023-2025.
Le Pacte des solidarités se décline au niveau territorial au travers de la contractualisation avec les Conseils départementaux et avec les Métropoles. Le Pacte s’incarne également localement au travers des Pactes locaux de solidarités, visant à être élaborés par une grande diversité d’acteurs à l’échelle du département (services de l’Etat, collectivités, opérateurs de l’Etat, associations, entreprises, personnes concernées…) autour de priorités définies sur la base d’un diagnostic territorial ciblant précisément une zone géographique et un public particulièrement fragile (exemples : jeunes en rupture dans un QPV ou personnes âgées en difficulté de mobilité dans un bassin de vie…). Ces actions complémentaires au droit commun et à ce qui est porté dans les contractualisations visent l’innovation sociale et sont accompagnées d’études d’impact pour en évaluer l’efficacité.
La DIPLP s’appuie sur le réseau de dix-huit Commissaires à la lutte contre la pauvreté, placés aux côtés des préfets de région. Les Commissaires sont chargés de relayer, d’impulser et de coordonner la politique de lutte contre la pauvreté dans les territoires, par le suivi de l’action de tous les acteurs territoriaux impliqués dans la lutte contre la pauvreté, incluant les collectivités, les services déconcentrés de l’Etat, les associations et le monde économique local.

## Liste des Délégués interministériels à la prévention et à la lutte contre la pauvreté
1. Olivier Noblecourt (15/11/2017 - 07/01/2020 ) : ancien directeur de cabinet de Najat Vallaud-Belkacem, ministre de l’Éducation nationale durant la présidence de François Hollande et ancien assistant parlementaire de Michel Destot, député PS de Grenoble[11].
 Soutenu par le bureau du parti socialiste local, le premier délégué de cet organisme a annoncé le 20 décembre 2019, sa démission de la direction de la délégation en précisant qu'il s'agit d'une « fin de mission nationale » et non d'une démission, afin de se présenter comme tête de liste à Grenoble dans le cadre des élections municipales de 2020[12],[13].
2. Vincent Reymond (07/01/2020 - 10/03/2020) : inspecteur des affaires sociales, ancien secrétaire de la délégation, est nommé délégué par intérim[14], selon les informations fournies par le cabinet de Christelle Dubos, secrétaire d’État auprès de la ministre des solidarités et de la santé[15].
3. Marine Jeantet (11/03/2020-15/02/2023)[16] : médecin spécialiste en santé publique et inspectrice des affaires sociales, Marine Jeantet a commencé sa carrière à l’agence française des produits de santé en 2002 avant d’intégrer la caisse centrale de la mutualité sociale agricole. En 2007, elle rejoint la direction de la sécurité sociale (adjointe au sous-directeur du financement du système de soins[17]), puis la caisse nationale d’assurance maladie entre 2015 et 2019. Depuis le 1er septembre 2019, Marine Jeantet était commissaire à la lutte contre la pauvreté auprès du Préfet de la région Île-de-France[18].
4. Cécile Tagliana (16/02/2023-07/01/2024) : Directrice générale adjointe de l’ARS Nouvelle-Aquitaine depuis le 8 janvier 2024[19], Cécile Tagliana a notamment exercé comme Commissaire à la lutte contre la pauvreté en l'Ile-de-France entre 2020 et 2023, comme adjointe à la Direction générale de la cohésion sociale et cheffe de service des politiques sociales et médico-sociales entre 2016 et 2020, et comme conseillère Santé-Autonomie au cabinet du Premier ministre entre 2014 et 2016[20].
5. Anne Rubinstein (08/01/2024-) : d'abord enseignante et directrice d'école en zone d'éducation prioritaire en Seine-Saint-Denis, Anne Rubinstein a occupé divers postes de cheffe de cabinet et de conseillère au sein des collectivités et des ministères. Anne Rubinstein a notamment été cheffe de cabinet de la ministre des Droits des femmes Najat Vallaud-Belkacem de 2012 à 2014, cheffe de cabinet de ministre de l'Economie, de l'Industrie et du Numérique Emmanuel Macron de 2014 à 2016, directrice du cabinet de Martin Hirsch, directeur général de l'Assistance Publique - Hôpitaux de Paris de 2019 à 2022, et cheffe de cabinet et conseillère spéciale du ministre de l'Education nationale et de la jeunesse Pap Ndiaye de 2022 à 2023[21].